# Кіт Дмитро Дмитрович
Дмитро́ Дми́трович Кі́т (1974—2014) — старший сержант 3-го батальйону територіальної оборони «Воля» Збройних сил України, загинув в ході російсько-української війни.

## Життєпис
Народився 1974 року в місті Кобеляки (Полтавська область). Закінчив 1991 року Кобеляцьке профтехучилище № 43, де отримав спеціальність водія. В 1992—1994 роках проходив строкову військову службу. В 2009—2014 роках проживав у селі Вільховатка, що на півдні Кобеляцького району, в цивільному шлюбі.
21 серпня 2014 був призваний за мобілізацією до навчального центру «Десна» Чернігівської області. У складі військової частини В0111 потрапив до зони АТО в Луганську область.
Водій, 3-й батальйон територіальної оборони «Воля».
15 жовтня 2014-го загинув під час обстрілу блокпоста ЗСУ біля села Муратове.
Похований 18 жовтня 2014 року в Кобеляках; у місті оголошено день жалоби.

## Нагороди і вшанування
За особисту мужність і героїзм, виявлені у захисті державного суверенітету та територіальної цілісності України, вірність військовій присязі під час російсько-української війни
- нагороджений орденом «За мужність» III ступеня (26.2.2015, посмертно).
- почесний громадянин Кобеляцького району (посмертно).[5]
- Його портрет розміщений на меморіалі «Стіна пам'яті полеглих за Україну» у Києві: секція 4, ряд 4, місце 38
- Рішенням Полтавської обласної ради посмертно нагороджений відзнакою «За вірність народу України» І ступеня
- в Кобеляцькому НВК № 1 відкрита меморіальна дошка Дмитрові Коту[6]